# 五十嵐浩一
五十嵐 浩一（日语：五十嵐 浩一、1956年8月9日 - ）日本漫画家。石川縣金澤市出身。明治大學畢業。代表作為《Pelican Road》、《公寓愛情故事》。 

## 經歷
- 出道前就於明治大學漫畫研究會進行活動。就學時、曾幫[2]、等人進行助手的工作。
- 1979年、清山社出版的短篇集〈吸血鬼〉為出道作。當時的筆名為。
- 1981年、少年画報社《少年King》新人賞得獎作〈ワンスーパーないと〉於同誌7月3日號進行揭載、以五十嵐浩一為名義以商業誌出道[3]。
- 1982年、於《少年KING》上連載〈ペリカンロード〉Hit Comics版。1987年完結、此為代表作。
- 1988年、少年画報社《Young King》上連載〈めいわく荘の人々〉。本作為長期高人氣作品。
- 1998年、少年画報社《Young King別冊 Kingdom》上連載〈Home Sweet Home〉、2001年完結。
- 2001年、《Young King別冊 Kingdom》上連載〈ペリカンロードII〉、2004年完結。
- 2006年、德間書店『COMIC Ryu》上連載〈REVIVE!〉。
- 2007年、雙葉社《漫畫action》上連載〈アリエテ2057〉。

## 作品列表
- （少年King、少年画報社、Hit Comics版單行本《Pelican Road》第3卷收錄）
- （少年King、少年画報社）
- Pelican Road（ペリカンロード）（少年KING、少年画報社）
- （Young King、少年画報社）
- 公寓愛情故事（めいわく荘の人々）（Young King、少年画報社）東立出版社
- KIDS!－五十嵐浩一作品集（KIDS!－五十嵐浩一作品集）（ASCII）
- 甜蜜的家庭（Home Sweet Home）（Young King別冊 Kingdom、少年画報社）東立出版社
- Pelican RoadⅡ（ペリカンロードII）（Young King別冊 Kingdom、少年画報社）
- 迷惑之人（迷惑の人）（Jive）
- I．B．S．S 冰藍銀河（I．B．S．S ice blue silver sky）（Jive）
- 復活！（REVIVE!）（COMIC Ryu、德間書店）
- 白羊座2057（アリエテ2057）（漫畫action、雙葉社）

## 外部連結
- 五十嵐浩一的X（前Twitter）
- 迷惑の猫（页面存档备份，存于） - 部落格